# Beaver Dam (Arizona)
Beaver Dam es un lugar designado por el censo ubicado en el condado de Mohave en el estado estadounidense de Arizona. En el Censo de 2010 tenía una población de 1962 habitantes y una densidad poblacional de 89,96 personas por km².

## Geografía
Beaver Dam se encuentra ubicado en las coordenadas 36°54′26″N 113°56′19″O / 36.90722, -113.93861. Según la Oficina del Censo de los Estados Unidos, Beaver Dam tiene una superficie total de 21.81 km², de la cual 21.79 km² corresponden a tierra firme y (0.11%) 0.02 km² es agua.

## Demografía
Según el censo de 2010, había 1.962 personas residiendo en Beaver Dam. La densidad de población era de 89,96 hab./km². De los 1.962 habitantes, Beaver Dam estaba compuesto por el 80.48% blancos, el 0.36% eran afroamericanos, el 1.17% eran amerindios, el 0.31% eran asiáticos, el 0.1% eran isleños del Pacífico, el 15.55% eran de otras razas y el 2.04% pertenecían a dos o más razas. Del total de la población el 26.76% eran hispanos o latinos de cualquier raza.